# Tyrannochthonius volcanus
Tyrannochthonius volcanus är en spindeldjursart som beskrevs av William B. Muchmore 1977. Tyrannochthonius volcanus ingår i släktet Tyrannochthonius och familjen käkklokrypare. Inga underarter finns listade i Catalogue of Life.